# Теамо.ру
Teamo.ru (teamo.ru) — (исп. Te amo — я тебя люблю) сайт знакомств. Позиционируется как «знакомства для серьёзных отношений».

## Процесс выбора
Пользователь может выбрать, с кем знакомиться, только по демографическим признакам, на «Теамо.ру» реализован уникальный подбор психологически совместимых партнёров. Каждый пользователь сайта проходит психологическое тестирование через анкетирование.

## О «Теамо»
Интернет-сервис «Теамо.ру» существует с 2008 г. Изначально представлял собой стартап, который был запущен компанией Fast Lane Ventures.
«Теамо.ру» был похож на популярный американский eHarmony.com, но к 2012 г. бизнес-модель была изменена на более привычную для пользователей из России.
В 2012 году сайт был номинирован в категории «Технологии и Инновации» Премии Рунета.
В конце 2012 года «Теамо.ру» приобретает сайт премиум-знакомств MonAmour.ru, владельцем которого являлась компания ЗАО Мамба. В результате слияния, аудитория выросла до 5,5 млн зарегистрированных анкет, при этом активных ежемесячных пользователей — около 630 тыс.
В 2015 году 100 % акций компании «Теамо.ру» приобретает компания ЗАО Мамба.
В первой половине 2016 года аудитория сайта насчитывает более 11,5 миллионов зарегистрированных анкет. Соотношение мужчин и женщин остаётся приблизительно равным. Основная аудитория сайта старше 25 лет.